# Estella occidentale
La comarque d'Estella Occidentale est une comarque et une sous-zone (selon la Zonification Navarre 2000) de la Communauté forale de Navarre (Espagne) appartenant à la zone d'Estella. Elle se situe dans la Navarre Moyenne Occidentale et dans la mérindade d'Estella. La comarque est composée de 17 communes qui comptait en 2009 une population de 5 871 habitants (I.N.S.).

## Géographie
La comarque d'Estella Occidentale se situe dans la partie centre-occidentale de la communauté forale de Navarre, zone appelée Navarre Moyenne Occidentale. Elle est composée de 17 communes, a une superficie totale de 301,19 km2 et est limitée au nord et à l'ouest avec la province d'Alava, à l'est avec celle de l'Estella Orientale et au sud avec celle de la Ribera del Alto Ebro et la Communauté Autonome de La Rioja.

## Municipalités
La comarque d'Estella occidentale est composée par 17 communes dans le tableau ci-dessous (données population, superficie et densité de l'année 2009 selon l'I.N.E.
| Municipalité     | Population | Superficie | Densité |
| ---------------- | ---------- | ---------- | ------- |
| Aguilar de Codés | 108        | 18,67      | 5,78    |
| Aras             | 199        | 17,72      | 11,23   |
| Armañanzas       | 63         | 12,38      | 5,09    |
| Azuelo           | 41         | 10,50      | 3,9     |
| Bargota          | 327        | 25,32      | 12,91   |
| El Busto         | 81         | 7,18       | 11,28   |
| Cabredo          | 103        | 11,90      | 8,66    |
| Desojo           | 102        | 13,84      | 7,37    |
| Espronceda       | 134        | 8,76       | 15,3    |
| Genevilla        | 98         | 8,64       | 11,34   |
| Lapoblación      | 151        | 20,65      | 7,31    |
| Lazagurría       | 202        | 17,01      | 11,88   |
| Marañón          | 56         | 5,77       | 9,71    |
| Sansol           | 106        | 13,63      | 7,78    |
| Torralba del Río | 134        | 17,96      | 7,46    |
| Torres del Río   | 154        | 12,39      | 12,43   |
| Viana            | 3 812      | 78,87      | 48,33   |

### Sources
- (es) Cet article est partiellement ou en totalité issu de l’article de Wikipédia en espagnol intitulé « Estella Occidental » (voir la liste des auteurs).